# 南托街道
南托街道（なんたくかいどう）は中華人民共和国湖南省長沙市天心区の街道。

## 行政区画
- 南托嶺社区
- 北塘村
- 南塘村
- 牛角塘村
- 三興村
- 沿江村
- 興馬村

## 歴史
1950年、南托郷に設立された。
1995年、南托郷は長沙県暮雲鎮に合併された。
2013年12月28日、暮雲街道・南托街道として分離独立。
2015年1月14日、南托街道は天心区の管轄に属する。

## 地理
南托街道は長沙市南部に位置し、北は大托鋪街道・先鋒街道と、東及び東南は暮雲街道と、西は湘江・岳麓区と、南は湘潭市とそれぞれ接している。
- 河川：湘江

## 交通

### 道路
- 107国道
- 南湖路
- 市場路
- 芙蓉南路